# Jeffrén Suárez
Jeffrén Suárez Bermúdez (Ciudad Bolívar, 20 januari 1988), voetbalnaam Jeffrén, is een Venezolaans voetballer. Hij speelt doorgaans als vleugelaanvaller. Jeffrén speelt sinds 2017 bij het Zwitserse Grasshoppers.

## Clubvoetbal
Jeffrén werd geboren in Venezuela, maar verhuisde op tweejarige leeftijd met zijn ouders naar Tenerife. Vanaf de Canarische Eilanden kwam Jeffrén in 2004 terecht in La Masía, het jeugdinternaat van FC Barcelona. Hij maakte in het seizoen 2005/2006 samen met onder andere de Mexicaan Giovanni Dos Santos, de Spanjaard Iago Falqué en de Servische Spanjaard Bojan Krkić deel uit van de Juvenil A, het hoogste jeugdteam van FC Barcelona dat in 2006 zowel het kampioenschap van de División de Honor als de Copa del Rey Juvenil won. Jeffrén debuteerde op 5 september 2006 in het eerste elftal. In de met 1-0 verloren finale om de Copa de Catalunya tegen RCD Espanyol kwam de aanvaller na 61 minuten als vervanger van Marc Crosas in het veld. Ook in het bekerduel tegen CF Badalona kreeg Jeffrén als invaller speelminuten. In het seizoen 2006/2007 speelde hij echter vooral voor Barça B. De aanvaller miste het slot van het seizoen door een beenbreuk. Met Barça B werd hij 2008 kampioen van de Tercera División Grupo 5. Jeffrén debuteerde op 18 mei 2009 in de Primera División. In de wedstrijd tegen RCD Mallorca kwam hij als vervanger van Pedro in het veld. Voorafgaand aan het seizoen 2009/2010 werd Jeffrén een vaste speler in de eerste selectie van FC Barcelona. Op 29 september 2009 debuteerde hij in de UEFA Champions League tegen Dinamo Kiev. Met Barça won Jeffrén in de tweede helft van 2009 de Supercopa de España, de UEFA Supercup en het wereldkampioenschap voor clubs. In 2010 werd de Spaanse titel gewonnen. In 2011 won Jeffrén met FC Barcelona de Spaanse landstitel en de Champions League.
In 2011 tekende Jeffrén een vijfjarig contract bij Sporting Clube de Portugal, dat hem voor €3.700.000 overnam van FC Barcelona.
Van 2014 tot 2015 speelde de aanvaller bij Real Valladolid.
In 2015 vertrok Jeffrén naar KAS Eupen.
In de zomer van 2017 tekende Jeffrén een contract voor twee jaar bij de Zwitserse club Grasshoppers.

## Statistieken
| Seizoen         | Club              | Competitie         | Competitie | Competitie | Beker | Beker | Europa | Europa | Totaal | Totaal |
| Seizoen         | Club              | Competitie         | Wed.       | Dlp.       | Wed.  | Dlp.  | Wed.   | Dlp.   | Wed.   | Dlp.   |
| --------------- | ----------------- | ------------------ | ---------- | ---------- | ----- | ----- | ------ | ------ | ------ | ------ |
| 2008-09         | FC Barcelona      | Primera División   | 2          | 0          | 0     | 0     | 0      | 0      | 2      | 0      |
| 2009-10         | FC Barcelona      | Primera División   | 12         | 2          | 2     | 0     | 2      | 0      | 16     | 2      |
| 2010-11         | FC Barcelona      | Primera División   | 8          | 1          | 3     | 0     | 2      | 0      | 13     | 1      |
| 2011-12         | Sporting Lissabon | Primeira Liga      | 11         | 3          | 3     | 0     | 4      | 0      | 18     | 3      |
| 2012-13         | Sporting Lissabon | Primeira Liga      | 13         | 2          | 3     | 0     | 4      | 0      | 20     | 2      |
| 2013-14         | Real Valladolid   | Primera División   | 11         | 0          | 0     | 0     | 0      | 0      | 11     | 0      |
| 2014-15         | Real Valladolid   | Segunda División A | 35         | 3          | 1     | 0     | —      | —      | 36     | 3      |
| 2015-16         | KAS Eupen         | Tweede klasse      | 17         | 3          | 1     | 0     | —      | —      | 18     | 3      |
| 2016-17         | KAS Eupen         | Jupiler Pro League | 20         | 0          | 4     | 0     | —      | —      | 24     | 0      |
| 2017-18         | Grasshoppers      | Super League       | 0          | 0          | 0     | 0     | —      | —      | 0      | 0      |
| Carrière totaal | Carrière totaal   | Carrière totaal    | 129        | 14         | 17    | 0     | 12     | 0      | 158    | 14     |

## Nationaal elftal
Jeffrén speelde aanvankelijk voor de Spaanse jeugdelftallen. Hij won in juli 2006 met La Rojita het EK Onder-19 in Polen, samen met zijn toenmalige clubgenoten Marc Valiente en Toni Calvo van FC Barcelona. De aanvaller had al een belangrijke rol in de kwalificatie voor het toernooi. Als een van de drie landen (naast Tsjechië en Engeland) met de hoogste coëfficiënt op de FIFA-ranglijst stroomde Spanje pas tijdens de tweede kwalificatieronde in. Jeffrén speelde alle drie kwalificatiewedstrijden en scoorde twee keer tegen Duitsland (3-1). Op het hoofdtoernooi bereikte Spanje redelijk simpel de finale door in de groepsfase Turkije (5-3), Schotland (4-0) en Portugal (1-1) achter zich te houden en in de halve finale met 5-0 van Oostenrijk te winnen. Suárez maakte tegen Oostenrijk de openingstreffer. In de finale werd uiteindelijk met 2-1 gewonnen van Schotland door twee doelpunten Real Madrid-aanvaller Alberto Bueno. In juni 2011 werd Jeffrén met Spanje Europees kampioen op het EK onder-21.
In 2015 koos Jeffrén voor het nationaal elftal van zijn geboorteland Venezuela. Hij debuteerde in september 2015 tegen Panama.

## Erelijst
FC Barcelona B
- Tercera División: 2007/2008

 FC Barcelona
- Primera División: 2008/2009, 2009/2010, 2010/2011
- Supercopa de España: 2009, 2010
- UEFA Champions League: 2010/2011
- UEFA Supercup: 2009
- WK clubteams:  2009

 Spaanse jeugdelftallen
- EK Onder-19: 2006
- EK onder-21: 2011